# Esclarmonde av Foix
Esclarmonde av Foix, född efter 1151, död 1215, var en ledande fransk katar, känd också som Esclarmonde den stora.
Hon var dotter till greve Roger-Bernard I av Foix och Cecile Trencavel av Carcasonne och gifte sig med Jordan III av L'Isle-Jourdain. Hon övergick till den katariska läran efter att hon blivit änka år 1200. År 1204 valdes hon in i det katariska rådet som parfaite. Hon medverkade i Konferensen i Parmaite, (också kallad Konferensen i Montreal) år 1207, som var den sista debatten mellan katarerna och katolska kyrkan innan påven bannlyste katarerna. Hon var en av initiativtagarna till återuppförandet av fortet i Montségur. Esclarmonde grundade flera sjukhus och skolor för flickor och ett hem för gamla parfaite. 